# (19477) Teresajentz
(19477) Teresajentz (1998 HB95) – planetoida z pasa głównego asteroid okrążająca Słońce w ciągu 5,02 lat w średniej odległości 2,93 j.a. Odkryta 21 kwietnia 1998 roku.